# 安上郡
安上郡，中国南北朝时设置的郡。
南朝齐建武三年（496年）分宋昌郡置安上郡，属宁州。治所在今四川省屏山县西北一百二十五里新市镇。一说即今屏山县。其下不辖县。辖境相当今四川省屏山县、雷波县等地。之后废除。